# Néstor Guillén
Néstor Guillén est un homme d'État bolivien né le 28 janvier 1890 à La Paz et mort le 12 mars 1966 dans la même ville. Il est président de la Bolivie de juillet à août 1946.